# Uran(IV)-oxid
Uran(IV)-oxid (oft auch Urandioxid, UO2) ist ein Oxid des Urans. In der Natur kommt es z. B. als Uraninit vor, wobei der ursprünglich aus Uran(IV)-oxid bestehende Uraninit teilweise zu Uran(VI)-oxid weiteroxidiert wird.

## Darstellung
Durch Reduktion von Uran(VI)-oxid mit Wasserstoff wird Uran(IV)-oxid gebildet.
{\displaystyle {\ce {UO_{3}\ +H_{2}\ {\xrightarrow {450\ ^{\circ }C}}\ UO_{2}\ +H_{2}O}}}
Das für die Herstellung der Brennelemente in Kernkraftwerken benötigte Uran(IV)-oxid wird überwiegend aus Uran(VI)-fluorid hergestellt. Uranhexafluorid ist die Uranverbindung, die aufgrund des niedrigen Siedepunktes für die Urananreicherung in Gaszentrifugen verwendet wird. Abgesehen von Natururanreaktoren benötigen alle anderen Kernreaktoren (und damit die überwiegende Mehrzahl der kommerziellen Leistungsreaktoren) angereichertes Uran, wodurch der Umwandlung von UF6 in UO2 besonders Bedeutung zukommt. Für die Umwandlung gibt es mehrere Verfahren. Nasschemische Verfahren sind das AUC- und das ADU-Verfahren.
Beim AUC-Verfahren (AmmoniumUranylCarbonat-Verfahren) wird mit Hilfe von Wasser, Ammoniak und Kohlenstoffdioxid Ammoniumuranylcarbonat gebildet und dieses dann durch Erhitzen zu Uran(VI)-oxid umgewandelt. Dieses wird anschließend mit Wasserstoff zu Uran(IV)-oxid reduziert.
Mit dem ADU-Verfahren (AmmoniumDiUranat-Verfahren) werden aus UF6 über Hydrolyse zu Uranylfluorid, Fällung mit Ammoniaklösung zu Ammoniumdiuranat und anschließendem Kalzinieren im Wasserstoffstrom Uran(IV)-oxid hergestellt.
Die Gleichungen für das ADU-Verfahren lauten:
{\displaystyle {\ce {UF6 + 2 H2O -> UO2F2 + 4 HF}}}
{\displaystyle {\ce {2 UO2F2 + 6 NH4OH -> (NH4)2U2O7 v + 4 NH4F + 3 H2O}}}
{\displaystyle {\ce {(NH4)2U2O7 + 2 H2 -> 2 UO2 + 2 NH4OH + H2O}}}
Das ADU-Verfahren ist auch für die Rückgewinnung von Uran aus Lösungen mit Uran(VI)-Verbindungen gut geeignet.
Neben diesen Verfahren wird auch ein trockenes Verfahren, das DC-Pulver-Verfahren, verwendet. Bei diesem Verfahren wird das Hexafluorid direkt zu Uran(IV)-oxid bei höheren Temperaturen umgewandelt. Vorteilhaft ist hier, dass keine Abfalllösungen mit Urangehalten anfallen, die einer weiteren Aufbereitung bedürfen. Die Gleichung für dieses Verfahren lautet:
{\displaystyle {\ce {UF6 + 2 H2O + H2 -> UO2 + 6 HF}}}
Ein weiteres Verfahren zur Herstellung von Uran(IV)-oxid ist der für die Wiederaufbereitung von Brennelementen verwendete PUREX-Prozess. Bei diesem wird durch eine Extraktion Uranylnitrat gebildet, das wiederum durch Erhitzen in Uran(VI)-oxid umgewandelt und anschließend zu Uran(IV)-oxid reduziert wird.

## Eigenschaften

### Physikalische Eigenschaften
Uran(IV)-oxid ist ein dunkelbraunes bis schwarzes, kristallines Pulver. Es weist ein kubisches Kristallsystem auf, hat die Raumgruppe Fm3m (Nr. 225), mit einem Gitterparameter a = 547 pm und vier Formeleinheiten pro Elementarzelle. Der Strukturtyp ist der CaF2-Typ (Fluorit) und die Koordinationszahlen sind U[8], O[4].
Uran(IV)-oxid ist zudem ein Halbleiter. So konnte in Laborversuchen aus UO2 eine funktionsfähige Schottkydiode hergestellt werden. Wegen Problemen aufgrund der ionisierenden Strahlung sowie mit der Dotierung findet dieser Werkstoff in der elektronischen Schaltungstechnik keine Anwendung.
Frisch erzeugtes Uran(IV)-oxid aus irdischem Natururan hat eine spezifische Aktivität von etwa 11400 Bq/g. Abgereichertes Uran, wie es in nicht-nuklearen Anwendungen üblicherweise verwendet wird, hat eine niedrigere spezifische Aktivität. Dies geht teilweise auf den niedrigeren Gehalt an 235U, hauptsächlich aber auf den niedrigeren Gehalt an 234U zurück, welches in Natururan nur gut 55 ppm der Masse aber denselben Anteil der Radioaktivität wie 238U ausmacht.

### Chemische Eigenschaften
Uran(IV)-oxid-Luft-Gemische (Staubwolken) sind explosionsfähig, als feines Pulver reagiert es heftig mit der Luft unter Freisetzung von Wärme (pyrophor). Hierbei verbrennt es zu Triuranoctoxid U3O8.

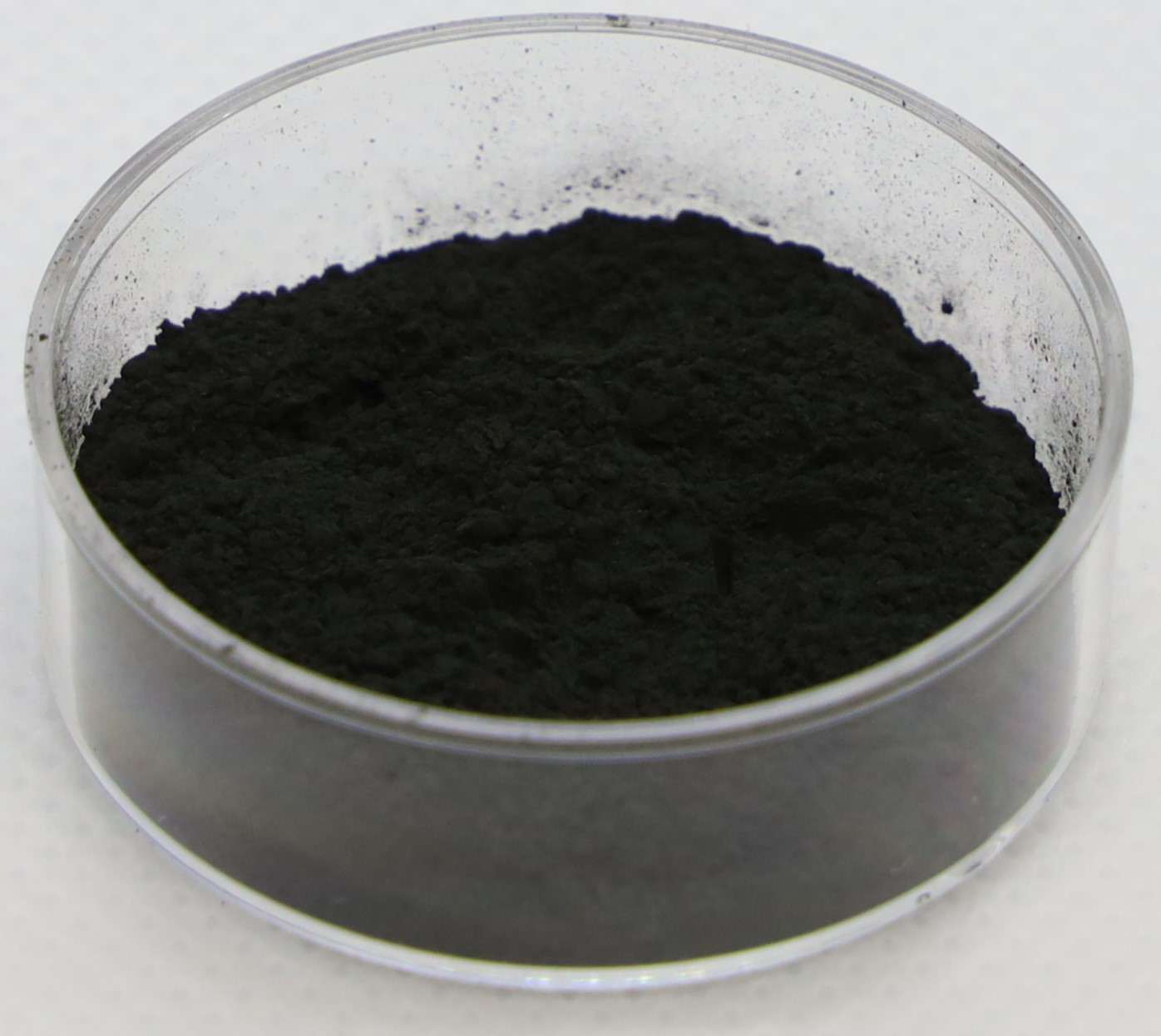
Urandioxid
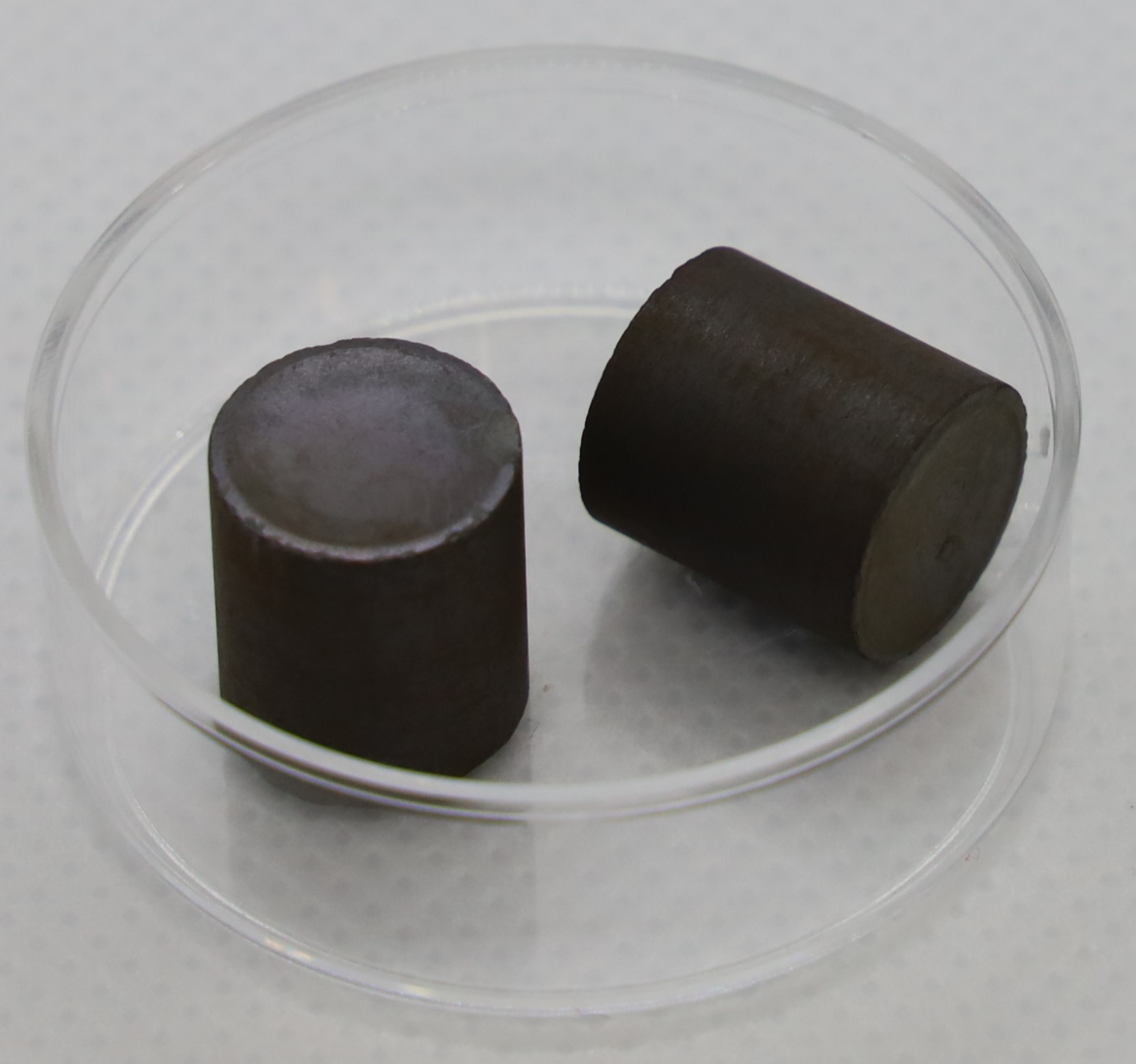
Kernreaktorbrennstoff aus gesintertem Urandioxid
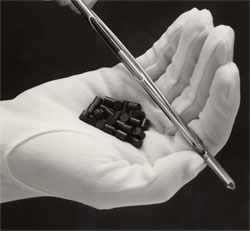
Urandioxid-Pellets für einen Kernreaktor

## Anwendungen

### Kernbrennstoff
Uran(IV)-oxid ist der wichtigste Kernbrennstoff in Kernreaktoren. Es wird zu sogenannten „Pellets“ verarbeitet, um in Brennstäben genutzt zu werden. Sowohl in Leichtwasserreaktoren, welche angereicherten Brennstoff verwenden, als auch in Natururanreaktoren wie dem CANDU kommt hauptsächlich Urandioxid zum Einsatz.

### Keramikglasur
Weiterhin wurde Uran(IV)-oxid früher als farbgebender Zusatz in diversen Gläsern und Keramiken genutzt. Da Uran chemisch giftig ist und die Inkorporation des Alphastrahlers Uran gefährlicher ist als eine Exposition außerhalb des Körpers, ist von der Benutzung uranglasierter Teller o. ä. abzuraten, da Stäube der Glasur durch mechanische Einwirkungen z. B. des Bestecks in die von diesen Tellern verzehrten Lebensmittel gelangen können. Der reine Aufenthalt in Räumen mit uranglasierten Kacheln gilt demgegenüber als unbedenklich, da die absorbierte Strahlendosis verhältnismäßig gering ist. Auch in Deutschland gibt es nach wie vor im öffentlichen Raum Gebäude mit Urankacheln, so die Station Rosenthaler Platz der Berliner U-Bahn.

### Andere Anwendungen
In Form eines URDOX-Widerstandes mit Heißleitereigenschaften diente Urandioxid zur Strombegrenzung in Heizkreisen von Allstromgeräten.